# Shuanghekou, Wanzhou
Shuanghekou (kinesiska: 双河口) är ett stadsdelsdistrikt i sydvästra Kina. Det ligger i stadsdistriktet Wanzhou i storstadsområdet Chongqing, omkring 220 kilometer nordost om det centrala stadsdistriktet Yuzhong. Antalet invånare är 33 715. Befolkningen består av 17 497 kvinnor och 16 218 män. Barn under 15 år utgör 10,0 %, vuxna 15-64 år 80 %, och äldre över 65 år 8,0 %.